# 重商主义

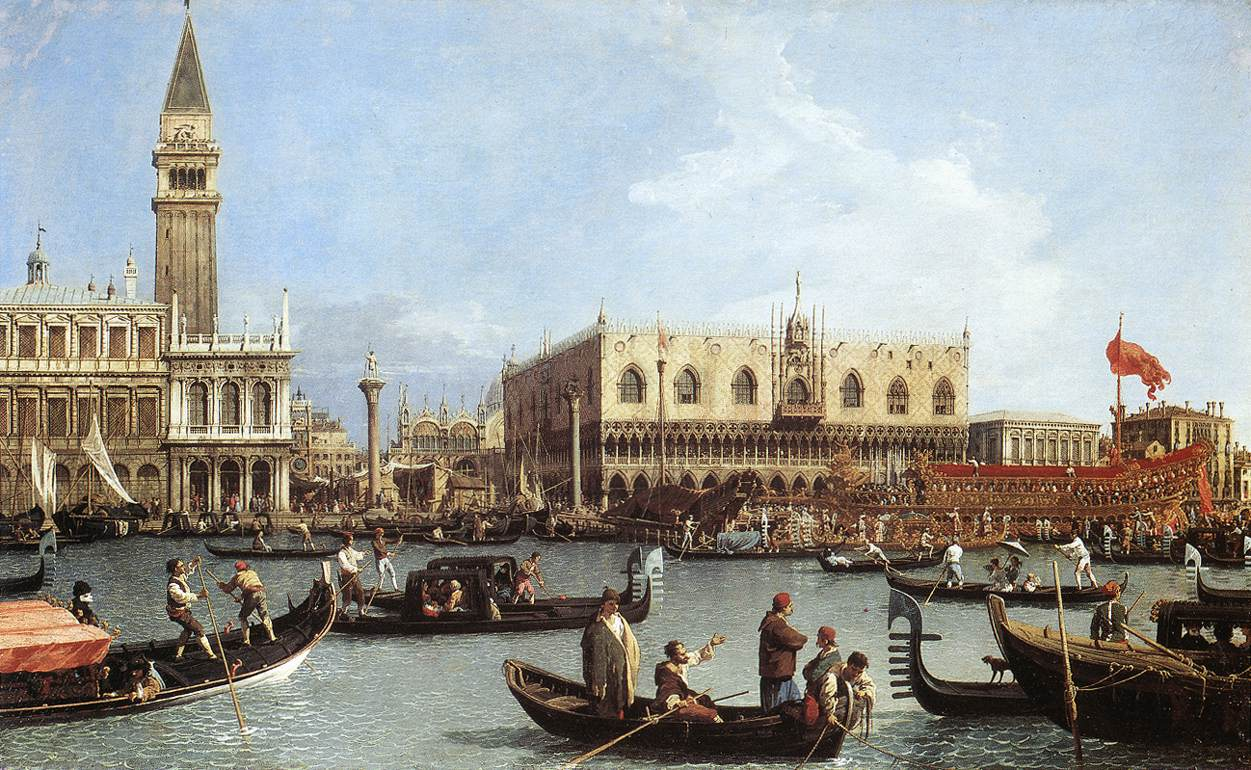
1732年熱絡的威尼斯商港油畫

重商主義（英語：Mercantilism）是一種帶有民族主義色彩及國家主義色彩的經濟政策，藉由保護主義獲取並留下盡量多之境內經濟活動。重商主義設法確保國家能夠生產盡可能多數量與種類，以限制本國對外國供應商的依賴。有軍事用途的商品，在國內生產佔有優先地位。其目標是最大程度使國家富足與強盛。此經濟學理論在16世紀到18世紀之間盛行。

## 簡介
重商主义的名称最初是由亚当·斯密在《国民财富的性质和原因的研究》（《国富论》）一书中提出来，但亞當斯密所提倡的乃是經濟自由主義。学术界代表人物是詹姆斯·斯图尔特，政界的著名代表人物是法国路易十四的大臣讓-巴普蒂斯特·柯爾貝爾，柯尔贝尔主义是重商主义的法国变种。歐陸的重商主義研究著重於現代化國家建設的政治層面、以國民經濟取代地方領域經濟；英國的重商主義研究則著重於貨幣、貿易差額、保護關稅、及海運法等經濟層面。此一时期商业资本兴起，促使封建自然经济瓦解，各国国内市场统一，并通過掠奪殖民地和擴張对外贸易积累大量货币财富，推动工场手工业发展，因而产生代表商业资本利益和要求的重商主义经济思想。重商主义学派是现代早期经济学的主导学派，产生于15世纪，全盛于16、17世纪，瓦解于18世纪下半叶资产阶级阶段古典经济学兴盛时期，是最早运用政治经济学方法研究国际问题的理论学派。
重商主义主张国内政府对经济的經濟干預主義，就在此一时期许多现代资本主义制度建立。学派的发展经历早期的重金主义和晚期的贸易差额论两个阶段。在近代的凱恩斯主義經濟學、貨幣主義之前，重商主義針對貨幣的名目分析獨樹一格，異於與日後著重實物、實質面的重農學派、古典經濟學、經濟歷史學派、馬克思主義、奧地利學派。

## 歷史
舊重商主義曾經是起源於歐洲的前古典經濟學這個領域內的主要流派，在文藝復興晚期到近代早期（從 15 世紀到 18 世紀）流行。最早施行的歷史紀錄出現在威尼斯共和國、熱那亞共和國和比薩共和國，該等國家曾經採行措施，以控制地中海的貿易。之後，在文藝復興時期經驗主義推波下，逐漸形成大規模貿易的政策基礎，重商主義開始成為經濟理論的一支學派。義大利經濟學家和重商主義者安東尼奧•塞拉（Antonio Serra）在1613 年著作《關於國家的財富和貧困的短文》（A Short Treatise on the Wealth and Poverty of Nations），被認為是早期重商主義的論文之一。
最原始的重商主義是重金主義（bullionism），是以擁有的貴金屬數量來定義財富。但之後的重商主義者逐漸強調貨幣的流通，不再主張對於金銀貨幣的囤積，比較符合當今貨幣理論的觀點。特別是當今法定貨幣和浮動匯率體系已經大幅削減過去經濟與貨幣之間的關聯性。自此國家的產業政策取代過去對貨幣囤積的重視，國家發展的政策焦點也從儲備國家實力，轉向促進普遍繁榮。新重商主義者主張對新興產業徵收選擇性的高關稅，也主張促進國家產業的專業化，以促進國與國之間的互利發展。
英格蘭在伊麗莎白時代（1558-1603 年）時期，開歐洲先例，展開大規模綜合性的重商主義。 1549 年，《英格蘭王國共同福利論述》（Discourse of the Common Weal of this Realm of England）提出促進國家貿易平衡的主張 。伊麗莎白女王本此論述積極發展海軍和商船隊，力圖突破西班牙對英格蘭貿易的束縛，以擴大英格蘭國內的金銀貨幣累積。伊麗莎白女王接著在議會推動《貿易和航海法》，並向海軍下達命令，保護商船隊並促進本國航運。伊麗莎白女王重組國家資源，以保護國家利益免受西班牙帝國的侵害。這些措施在的陸續推進，使英格蘭國力逐漸崛起，為 19 世紀的日不落帝國奠定基礎。
英國重商主義體系理論的作者包括杰拉尔德·马林斯和托马斯·孟，最早提出理論架構，以說明伊麗莎白時代重商主義的政策措施。之後， Josiah Child（1631 - 1699）接續研析闡述該體系的理論。接著，有一些歐洲國家開始追隨實施重商主義，其中尤以法國的成就最為顯著。
在 17 世紀，一些法國學者闡述並促成重商主義的施行。路易十四國王（1643-1715 在位）在財政總監讓-巴普蒂斯特·柯爾貝爾的襄助下，強調國家利益高於商人利益，主張國家政策應強化自我經濟，並削弱外國的對手，以累積國家財富。當時許多政策措施介入民間生產事業，促進產業技術，並制定相關法律細則，使民間產業配合國家軍事擴張而蓬勃發展。法國同時整頓法屬東、西印度公司的體制，使法國的殖民事業與商業貿易大幅擴展，建立法國的霸業基礎。
在英屬東印度公司吞併其主要貿易國蒙兀兒帝國的孟加拉省後，建立英屬印度，歐洲國家對於重商主義的學術信仰在 18 世紀後期開始消退。在另方面，亞當·史密斯 (1723-1790) 及古典經濟學的論點成為經濟政策之主流。英國議會於 1846 年廢止保護主義標杆的穀物法，自由貿易理論完全取代重商主義的政策地位。

## 政策
封閉經濟是重商主義的重要元素。上述目標主要靠著以下方法達成：
1. 對成品的進口施以高關稅。對原料的進口施以低關稅。
2. 對成品的出口施以低關稅。對原料的出口施以高關稅。
3. 尋找國內製造產品的新市場，藉以提高國內生產的需求。

這些政策通常導致正的貿易餘額，導致貴金屬的累積。
在英国，重商主义在长期国会政府（1640-1660）年间达到顶峰。在都铎王朝和斯图亚特王朝期间，重商主义也颇受欢迎，罗伯特·沃波尔是其中一个主要的支持者。受普通法和议会不断增加的权力限制，英国政府对国内经济的控制远没有欧洲大陆那般广泛。 政府控制的垄断很常见，特别是在英国内战之前，但（这些垄断）经常引发争议。

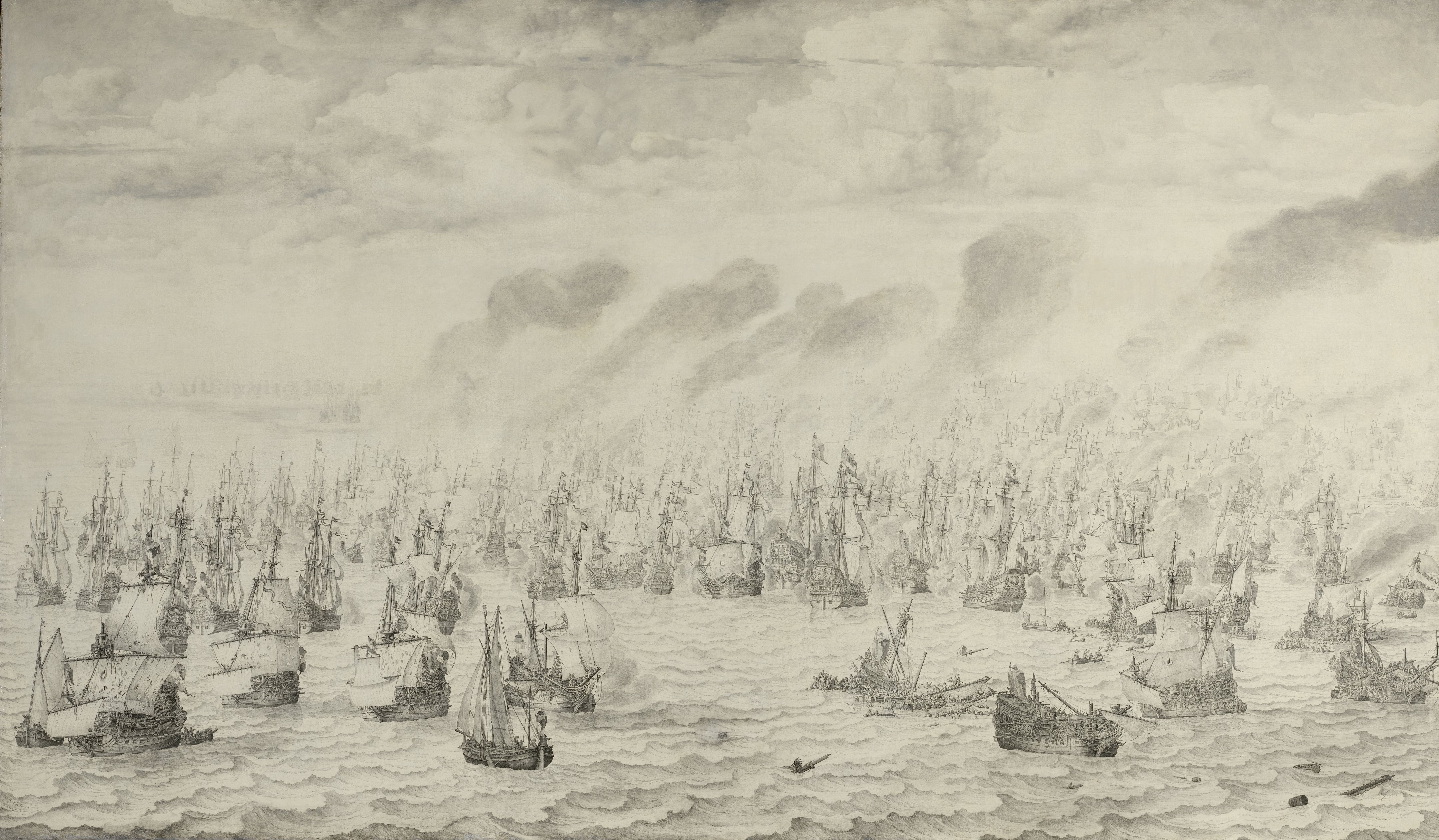
英荷战争，英国和荷兰之间为了控制海洋和贸易路线而进行的战争.

就其殖民地而言，英国重商主义意味着政府和商人成为伙伴，目的是增加（政府的）政治权力和（商人的）私人财富，而不包括其他帝国。政府通过（建立）贸易壁垒，法规和对本国工业补贴来保护自己的商品——并排斥其他国家的商品，以便在该领域最大化出口和最小化进口。走私成为18世纪美利坚人突破限制，同法国、西班牙和荷兰贸易的欢迎技术方式，政府不得不打击走私。重商主义的目标是实现贸易顺差，使金银流入伦敦。政府通过关税和税收来拿走自己那份，其余的捐给英国的商人。政府的大部分收入都用于建设一支出色的皇家海军的花费，皇家海军不仅保护英国殖民地，还威胁到其他帝国的殖民地，有时甚至还夺取其他帝国的殖民地。1664年英国海军夺取了新阿姆斯特丹（纽约）。殖民地成为专属英国工业的市场，目的在于养肥其宗主国。
英国重商主义者对是否有必要控制国内（商贸）存在内部分歧。因此，英国重商主义者主要采用努力控制贸易的形式。（英国重商主义者）出台了一系列广泛的法规，以激励出口和抑制进口。对进出口货物实行关税和出口补贴，部分原材料的出口被完全禁止。《航运法》禁止外国商人从事英国的国内贸易。英国积极拓展殖民地，一旦控制了殖民地，便制定法规使殖民地仅能出产原材料，并只能同英国进行贸易。这些法规导致了（英国同）殖民地居民的摩擦，重商主义政策（诸如禁止殖民地同其他帝国贸易和控制走私）是导致美国革命的一个主要导火索。
重商主义认为贸易是零和博弈，一国之收益即为另一贸易国之损失。然而，总体来说，重商主义政策对于英国使其成为主导世界的贸易方和全球霸主产生了积极的影响。 
有一项长期影响的国内政策是将“荒地”转变为农业用途。重商主义者认为，为了使一个国家的权力最大化，所有的土地和资源都必须被用于他们的“最高和最好的用途”，而这个时代也因此看到了像沼泽地排水这样的项目。

## 观点
重商主义强调积累貴金屬貨幣和对外贸易的重要性，把黃金、白銀看作是财富的唯一形式，认为国家的繁荣依赖于白銀（贵金属）的供应，贸易的全球规模是不可改变的，贵金属所代表的资本量可通过多出口少进口来增加，认为财富的真正源泉是对外贸易，要获取更多的金银财富只有通过出超，因此主张在国家的支持下发展对外贸易，認為維持一定的順差是對國家有利的。
重商主义建议政府为达到这一目标，应该通过鼓励出口限制进口，扮演积极的、保护主义的角色，特别是使用关税保护小企业。
重商主义认为国家间关系属于“零和”博弈。即财富是一定的，己方得到的相对更多的财富必须建立于其他国家损失的基础上。所以一个国家要改变或改善自己的国际地位，就只有掠夺别国的财富。主张政治决定经济是该学派基本的特征。它盛行于17世纪，奉行重商主义的国家竭力进行海外扩张，掠夺人口和财富，把金银的多少作为评价国力的标准之一，其代表人物有法王路易十四的宰相柯尔柏等。
为了争夺海外贸易，重商主義主導时期的欧洲战争十分频繁。新兴的欧洲国家在政治和经济上开始建立并巩固自己的势力，帝国主义和民族主义兴起。随着亚当·斯密和其他古典经济学家所提出的论点胜出，以及世界形势与各国之间力量不断改变，重商主义所代表的零和贸易及海外殖民从18世纪后期起趋弱。

## 抨擊
很多市場自由主義者對重商主義作出了猛烈的抨擊，重商主義認為國王所擁有的財富等於國家所擁有的財富，國家所擁有的財富等於國民所擁有的財富，重商主義的代表人物之一弗朗西斯·培根認為精神世界是屬於神的，而物質世界只能夠通過經驗來被了解，對他來説，君王就是這個世界上的神們，人民都應該努力為君王所擁有的利益而工作，重商主義也認為黃金等於財富，不論在甚麼情況下，得到了黃金的人就是處於獲利狀態，失去了黃金的人就是處於虧損狀態，故此重商主義者普遍鼓吹國家發動戰爭，重商主義的這些觀點受到後世很多資本主義者的猛烈抨擊，後者認為這些觀點建基於蒙田谬误及已被證明是錯誤的的貨幣數量論等等，故此它們都是大錯特錯的。

## 影響
西方经济学家普遍认为亚当·斯密所定义的重商主义时期已經結束，但当今有很多经济学家提出“新重商主义”這個概念，他們认为在国家界限分明、贫富力量悬殊的情况下，重商主义所代表的精神仍然存在，只是采取了新的方法与手段。